# زبان فارسی در چین

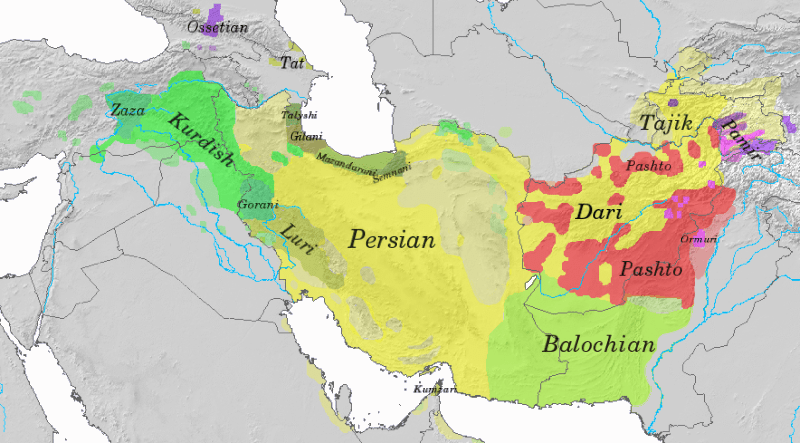
پامیر در شرقی‌ترین ناحیه میان زبان‌های ایرانی شرقی

زبان فارسی در چین به پیشینه ۲۶۰۰ ساله فرهنگ و تمدن ایران با چین گره خورده‌است. تعامل ایران و چین از دوره ساسانی تداوم داشته‌است و در هنگام ایجاد جاده ابریشم این روابط به اوج رسید و پس از پیدایش اسلام این روابط توسعه پیدا کرد. نسخه‌های خطی فارسی فراوانی در چین وجود دارد و کتاب‌های فرهنگ فارسی در چین تألیف حسین وفایی در قرن دهم و منهاج الطلب نوشته محمد بن حکیم زینینی در دستور زبان فارسی در سال ۱۶۶۰ میلادی شواهد متقنی برای اثبات این امر است. با ایجاد سلسله مغولی یوآن، تعداد زیادی از مسلمانان آسیای مرکزی و آسیای غربی به چین مهاجرت کردند که ایرانی‌ها و فارسی‌زبان‌ها بخش قابل توجهی از آن‌ها بودند و به این ترتیب در این دوره زبان فارسی یکی از سه زبان رسمی چین و زبان اول مسلمانان چین شد.

## اثر متقابل اسلام و زبان فارسی در چین
اولین نامه خاقان چین به پاپ به زبان فارسی بوده‌است. ورود اسلام به چین توسط زبان فارسی بوده و هنوز واژگان دینی، نماز‌ها و جملات رسمی در ازدواج به زبان فارسی بیان می گردد. همچنین بسیاری از اصطلاحات اسلامی که در ایران به زبان عربی استفاده می‌شود، در چین به زبان فارسی بیان می‌گردد. در حوزه علمیه‌های سنتی در سین کیانگ، شاندونگ و شانشی زبان اصلی آموزش زبان فارسی بود و گسترش و کاربرد زبان فارسی در بین مسلمانان و غیر مسلمانان چینی مورد تحقیق بسیاری از محققان چینی قرار گرفته است.
زبان فارسی در چین زبان فرهنگی و دینی مسلمانان چین بوده‌است. در حال حاضر نیز در نظام آموزشی مسجدی در چین، زبان فارسی به دانشجویان آموزش داده می‌شود. نشانه‌های تاریخی رواج زبان فارسی در اصطلاحات روزمره دینی و برخی از واژگان فارسی در زبان چینی، همچنین در کتیبه‌ها و سنگ نوشته‌های تاریخی و نسخه‌های خطی فارسی قابل مشاهده است.

## تاجیک‌ها در چین
شهرستان خودمختار تاشکورگان تاجیک ۳۰٬۰۰۰ نفر جمعیت دارد. حدود ۸۴٪ ساکنان تاشقورغان از قوم پامیری هستند که در چین تاجیک نامیده می‌شوند اما مشابه پامیری‌های تاجیکستان و افغانستان هستند. آن‌ها به زبان تاجیکی صحبت نمی‌کنند و زبان بیشتر آن‌ها زبان سریکالی و عده کمتری زبان وخی است که هر دو از گروه زبان‌های پامیری در شاخه زبان‌های ایرانی شرقی است.